# Stanisław Kozubski
Stanisław Kozubski (ur. 21 kwietnia 1889 w Młodzikowie, zm. 24 marca 1935 w Chorzowie) – robotnik polski, działacz polityczny i związkowy, poseł na Sejm III kadencji w II RP.

## Życiorys
Pochodził z rodziny robotniczej. Po śmierci ojca jako 17-latek wyjechał do Westfalii w poszukiwaniu pracy; był robotnikiem górniczym i hutniczym w Dortmundzie. Od 1910 działał w emigracyjnym Zjednoczeniu Zawodowym Polskim. Podczas I wojny światowej walczył na froncie francuskim.
W 1920 powrócił do Polski. Nadal działał w Zjednoczeniu Zawodowym Polskim, wchodził w skład jego władz lokalnych. W 1930 z ramienia Katolickiego Bloku Ludowego (jako reprezentant Narodowej Partii Robotniczej, w której klubie zasiadał i do której programu od 1933 pozostawał w opozycji) został wybrany na posła na Sejm RP, w parlamencie występował wielokrotnie w sprawach robotniczych.

## Życie prywatne
Syn Kazimierza i Marii z domu Świerkowskiej. Z małżeństwa z Rozalią Szajek miał pięcioro dzieci (Cecylię, Romana, Jana, Antoninę i Mieczysławę).